# Benedikt Bahr

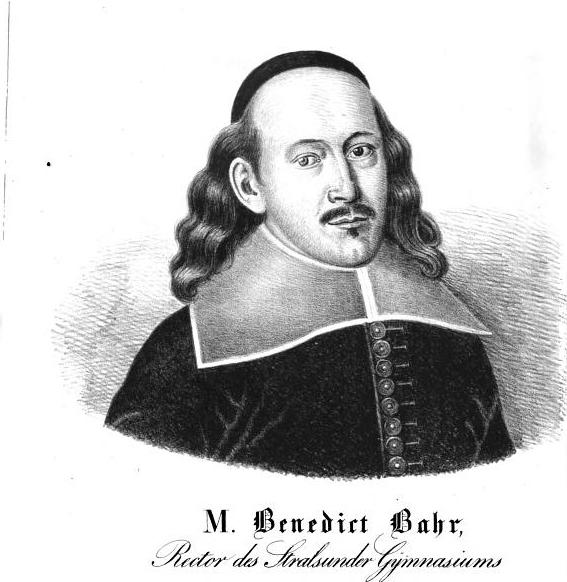
Benedikt Bahr, Darstellung des 19. Jahrhunderts nach einer älteren Vorlage

Benedikt Bahr (* in Eutin; † 15. August 1670 in Stralsund) war ein deutscher Lehrer, später auch Jurist und Ratsherr der Hansestadt Stralsund.

## Leben
Bahr wurde Anfang des 17. Jahrhunderts als Sohn des Eutiner Bürgermeisters Thomas Bahr in Eutin geboren und empfing seine schulische Ausbildung am Katharineum zu Lübeck. Sein Studium wurde durch ein Stipendium des Lübecker Fürstbischofs Johann ermöglicht. Bahr immatrikulierte sich zunächst Ostern 1633 an der Universität Rostock und schloss sein Studium 1643 als „magister legens“ der Universität Wittenberg ab. Der bischöflichen Rat Joh. Cassius empfahl ihn wegen seiner gründlichen Gelehrsamkeit und Energie dem Syndicus der Hansestadt Stralsund, David Mevius und er wurde 1643 als Nachfolger Andreas Helwigs Rektor des Sundischen Gymnasiums. Dieses gewann während seines Rektorats erheblich an Ansehen, nicht zuletzt wegen der von durchgesetzten Reformen an dieser Schule und der dort gepflegten Klassische Philologie.
Er selbst nahm später zunehmend Interesse am Studium des Römischen Rechts und wurde 1655 nach einer Disputation bei Petrus Stephani im Februar 1655 mit seiner Inauguraldissertation „Ad legem praetoriam“ am 8. März 1655 durch die Universität Greifswald zum Dr. der Rechte promoviert. Als Folge dieses Zweitstudiums wurde er Bahr bereits am 10. Januar 1655 zum Ratsherrn der Hansestadt Stralsund gewählt. Einer seiner Nachfolger am Gymnasium wurde durch ihn sein früherer Schüler Lorenz Bünsow aus Wismar. Als Ratsherr war er 1663 auch Camerarius und Provisor der Heilgeistkirche.

## Schriften
- Benedicti Bahrii Dissertatio De Virtute Paranda, Mullerus, Helmaestadi[i] 1642
- Carmina gratulatoria, & votiva In Lauream Magistralem, Quam in illustri Iulia, quae est Helmstadi[i], tertio Non. Ianuar. Anno ... MDCXLIII. Vicerectore ... Dn. Andrea Kinderlingio ... Procancellario ... Dn. Johanne Brenneccio ... Philosophus Clarißimus Dn. Henricus Iulius Scheurl ... coronavit ... Benedictum Bahrium Holsatum Verae ac sincerae gratulationis ergo scripta, Mullerus, Helmaestadi[i] 1643
- Benedicti Bahrii pro pace exsulante Oratio. Accessit dissertatio de virtute paranda, Ionnis Maire, Lugduni Batavorum 1646
- Illustriores aliquot historicorum orationes: in usum Gymnasii Stralesundiensis, Mederus, Stralesundi 1653
- Oratio in funere ... Prinicipis ... Dn. Bogislai XIV. Ducis Stettini ... 25. Mai 1654 Stralesundi ... habita [Leichenrede auf Bogisław XIV., Herzog von Pommern, † 10. März 1637], Meder, Stralsund 1654
- als Respondent mit Petrus Stephani: Ad edictum Praetoris, quod quisque juris in alterum, ... Jeger, Gryphiswaldiae 1655